# 北海道道32号豊浦ニセコ線
北海道道32号豊浦ニセコ線（ほっかいどうどう32ごう とようらニセコせん）は、北海道虻田郡豊浦町とニセコ町を結ぶ道道（主要地方道）である。

## 概要
終点は蘭越町昆布地区に近い。途中未舗装一車線区間があり、冬季は閉鎖されている。

### 路線データ
- 起点：北海道虻田郡豊浦町大岸（国道37号・北海道道608号大岸礼文停車場線交点）
- 終点：北海道虻田郡ニセコ町西富（国道5号交点）
- 総延長：30.616 km[1]
- 実延長：30.584 km[1]
- 重用延長：0.032 km[1]
- 未舗装延長：7.986 km[1]

## 歴史
- 1955年（昭和30年）7月1日 - 91号豊浦狩太線として路線認定[2]。
- 1969年（昭和44年）3月18日 - 路線名を豊浦ニセコ線に変更[3]。
- 1993年（平成5年）5月11日 - 建設省から、道道豊浦ニセコ線が豊浦ニセコ線として主要地方道に指定される[4]。
- 1994年（平成6年）10月1日 - 路線番号を32に変更[5]。

## 地理

### 通過する自治体
- 胆振総合振興局
  - 虻田郡豊浦町
- 後志総合振興局
  - 磯谷郡蘭越町
  - 虻田郡ニセコ町

### 交差する道路
豊浦町
- 国道37号 - 大岸（起点）
- 北海道道608号大岸礼文停車場線 - 大岸（起点）
- 北海道道914号新富神里線 - 新富

ニセコ町
- 国道5号 - 西富（終点）